# Xã Highland, Quận Elk, Pennsylvania
Xã Highland (tiếng Anh: Highland Township) là một xã thuộc quận Elk, tiểu bang Pennsylvania, Hoa Kỳ. Năm 2010, dân số của xã này là 492 người.